# Andreas Hofmann
Andreas Hofmann (Heidelberg, 16 de diciembre de 1991) es un deportista alemán que compite en atletismo. Ganó una medalla de plata en el Campeonato Europeo de Atletismo de 2018, en el lanzamiento de jabalina.

## Palmarés internacional
| Campeonato Europeo | Campeonato Europeo | Campeonato Europeo | Campeonato Europeo |
| Año                | Lugar              | Medalla            | Prueba             |
| ------------------ | ------------------ | ------------------ | ------------------ |
| 2018               | Berlín (Alemania)  | Medalla de plata   | Jabalina           |